# Les Moutiers-en-Cinglais
 Les Moutiers-en-Cinglais  es una población y comuna francesa, situada en la región de Baja Normandía, departamento de Calvados, en el distrito de Caen y cantón de Bretteville-sur-Laize.

## Demografía
| 231 | 232 | 252 | 315 | 350 | 350 |
| Para los censos de 1962 a 1999 la población legal corresponde a la población sin duplicidades (Fuente: INSEE [Consultar]) |     |     |     |     |     |

## Personas vinculadas
- Emmanuel Le Roy Ladurie, historiador.